# Damernas 400 meter medley vid världsmästerskapen i kortbanesimning 2022
Damernas 400 meter medley vid världsmästerskapen i kortbanesimning 2022 avgjordes den 17 december 2022 i Melbourne Sports and Aquatic Centre i Melbourne i Australien.
Guldet togs av amerikanska Hali Flickinger efter ett lopp på 4 minuter och 26,51 sekunder. Silvret togs av italienska Sara Franceschi och bronset av japanska Waka Kobori.

## Rekord
Inför tävlingens start fanns följande världs- och mästerskapsrekord:
|                   | Namn            | Nation  | Tid     | Ort                      | Datum           |
| ----------------- | --------------- | ------- | ------- | ------------------------ | --------------- |
| Världsrekord      | Mireia Belmonte | Spanien | 4.18,94 | Eindhoven, Nederländerna | 12 augusti 2017 |
| Mästerskapsrekord | Mireia Belmonte | Spanien | 4.19,86 | Doha, Qatar              | 3 december 2014 |

## Resultat

### Försöksheat
Försöksheaten startade klockan 11:47.
| Placering | Heat | Bana | Namn               | Nationalitet            | Tid           | Noteringar    |
| --------- | ---- | ---- | ------------------ | ----------------------- | ------------- | ------------- |
| 1         | 4    | 7    | Leah Smith         | USA                     | 4.30,93       | 0Q0           |
| 2         | 4    | 6    | Sara Franceschi    | Italien                 | 4.31,01       | 0Q0           |
| 3         | 3    | 7    | Waka Kobori        | Japan                   | 4.31,19       | 0Q0           |
| 4         | 3    | 3    | Zsuzsanna Jakabos  | Ungern                  | 4.31,36       | 0Q0           |
| 5         | 4    | 3    | Hali Flickinger    | USA                     | 4.31,61       | 0Q0           |
| 6         | 3    | 5    | Ilaria Cusinato    | Italien                 | 4.32,94       | 0Q0           |
| 7         | 4    | 4    | Tessa Cieplucha    | Kanada                  | 4.33,58       | 0Q0           |
| 8         | 4    | 1    | Cyrielle Duhamel   | Frankrike               | 4.34,03       | 0Q0           |
| 9         | 4    | 5    | Abbie Wood         | Storbritannien          | 4.34,45       |               |
| 10        | 3    | 2    | Kayla Hardy        | Australien              | 4.34,77       |               |
| 11        | 3    | 1    | Emilie Muir        | Australien              | 4.35,52       |               |
| 12        | 2    | 2    | Mya Rasmussen      | Nya Zeeland             | 4.36,08       |               |
| 13        | 2    | 3    | Deniz Ertan        | Turkiet                 | 4.38,11       |               |
| 14        | 2    | 4    | Dakota Tucker      | Sydafrika               | 4.40,01       |               |
| 15        | 3    | 8    | Nikoleta Trníková  | Slovakien               | 4.40,09       |               |
| 16        | 4    | 2    | Ayami Suzuzki      | Japan                   | 4.40,95       |               |
| 17        | 2    | 7    | Iman Avdić         | Bosnien och Hercegovina | 4.42,56       |               |
| 18        | 2    | 6    | Portia Brown       | Puerto Rico             | 4.44,68       |               |
| 19        | 1    | 3    | Chen Szu-an        | Taiwan                  | 4.44,97       |               |
| 20        | 1    | 4    | Ng Lai Wa          | Hongkong                | 4.45,62       |               |
| 21        | 3    | 6    | Ge Chutong         | Kina                    | 4.46,59       |               |
| 22        | 1    | 5    | Lucero Mejía       | Guatemala               | 4.49,99       |               |
| 23        | 2    | 5    | Anja Crevar        | Serbien                 | Startade inte | Startade inte |
| 23        | 3    | 4    | Sydney Pickrem     | Kanada                  | Startade inte | Startade inte |
| 23        | 4    | 8    | Gabrielle Roncatto | Brasilien               | Startade inte | Startade inte |

### Final
Finalen startade klockan 20:40.
| Placering | Bana | Namn              | Nationalitet | Tid             | Noteringar      |
| --------- | ---- | ----------------- | ------------ | --------------- | --------------- |
| 1         | 2    | Hali Flickinger   | USA          | 4.26,51         |                 |
| 2         | 5    | Sara Franceschi   | Italien      | 4.28,58         |                 |
| 3         | 3    | Waka Kobori       | Japan        | 4.29,03         |                 |
| 4         | 4    | Leah Smith        | USA          | 4.29,18         |                 |
| 5         | 6    | Zsuzsanna Jakabos | Ungern       | 4.32,10         |                 |
| 6         | 8    | Cyrielle Duhamel  | Frankrike    | 4.32,40         |                 |
| 7         | 7    | Ilaria Cusinato   | Italien      | 4.32,68         |                 |
| 8         | 1    | Tessa Cieplucha   | Kanada       | Diskvalificerad | Diskvalificerad |